# 马丁·雷诺兹
马丁·雷诺兹（英語：Martin Reynolds，1949年2月22日—），英国男子田径运动员，主攻短跑。他曾代表英国参加1972年夏季奥林匹克运动会田径比赛，获得男子4×400米接力银牌。